# Eucalyptus willisii
Eucalyptus willisii är en myrtenväxtart som beskrevs av Ladiges, Humphries och Murray Ian Hill Brooker. Eucalyptus willisii ingår i släktet Eucalyptus och familjen myrtenväxter. Inga underarter finns listade i Catalogue of Life.